# گانتر پریوس
گانتر پریوس (انگلیسی: Günter Preuß؛ زادهٔ ۱۰ نوامبر ۱۹۳۶) بازیکن فوتبال اهل آلمان است.
از باشگاه‌هایی که در آن بازی کرده‌است می‌توان به باشگاه فوتبال دویسبورگ اشاره کرد.
وی همچنین در تیم ملی فوتبال جوانان آلمان بازی کرده‌است.